# Патерсон (фильм)
«Патерсон» (англ. Paterson) — американский драматический фильм, снятый Джимом Джармушем по собственному сценарию. В фильме показана неделя из жизни Патерсона — поэта, работающего водителем автобуса в городе Патерсон. Каждый день Патерсона похож на предыдущий, но ему удаётся создавать поэзию из повседневности. Одним из источников вдохновения для Джармуша послужило творчество Уильяма Карлоса Уильямса, одного из крупнейших американских поэтов первой половины XX века, автора эпической пятитомной поэмы «Патерсон».
В главных ролях снимались Адам Драйвер и Гольшифте Фарахани. Премьера состоялась на Каннском кинофестивале, где «Патерсон» номинировался на «Золотую пальмовую ветвь».

## Сюжет
Фильм показывает неделю жизни Патерсона (Адам Драйвер), водителя автобуса в городе Патерсон, штат Нью-Джерси. Каждый день Патерсона — такой же, как предыдущий: он рано встаёт, завтракает, идёт в автопарк, где садится в автобус и целый день ездит по улицам города, а в перерывах пишет стихи в тетрадку. Вечером он возвращается домой, ужинает со своей женой Лаурой (Гольшифте Фарахани), а потом идет гулять с бульдогом Марвином. По пути он заходит в бар выпить пива.
Лора уже давно просит Патерсона опубликовать его стихи или хотя бы сделать копию рукописи, существующей в единственном экземпляре. Наконец Патерсон обещает, что на выходных сделает копию тетрадки в копировальном центре. Но в субботу вечером Патерсон с Лаурой уходят в кино, а в это время Марвин разрывает в клочья оставленную на диване тетрадку.
Утром воскресенья опустошённый Патерсон выходит на прогулку, и приходит в своё любимое место — водопад на реке Пассейик, где он часто сидит в обеденный перерыв. Там к нему подсаживается загадочный японец (Масатоси Нагасэ), который начинает разговор об Уильяме Карлосе Уильямсе, любимом поэте Патерсона, авторе поэмы «Патерсон». Уходя, японец дарит Патерсону чистую тетрадь.
Фильм заканчивается кадрами, в которых Патерсон пишет новые стихи в тетрадь, подаренную японцем.

## В ролях
| Актёр                      | Роль           |
| -------------------------- | -------------- |
| Адам Драйвер               | Патерсон       |
| Гольшифте Фарахани         | Лаура (Лора)   |
| Уильям Джексон Харпер      | Эверетт        |
| Частен Хармон              | Мэри           |
| Масатоси Нагасэ            | поэт из Японии |
| Кара Хэйуорд               | студентка      |
| Джаред Гилман              | студент        |
| Барри Шабака Хенли         | Док (бармен)   |
| Ризван Манджи              | Донни          |
| Method Man (Клиффорд Смит) | Method Man     |
| Стерлинг Джеринс           | юная поэтесса  |

## Работа над фильмом
В апреле 2014 года Джим Джармуш упомянул в интервью, что в списке его проектов числится фильм о поэте, работающем водителем автобуса в городе Патерсон. Джим Джармуш вынашивал идею фильма более двадцати лет. За это время накопилось большое количество заметок, и черновой вариант сценария был написан в течение нескольких недель.
В январе 2016 года стало известно, что Адам Драйвер и Гольшифте Фарахани прошли кастинг на главные роли в фильме, получившем название «Патерсон». Производством картины занялись студии K5 International и Amazon Studios.
Перед началом съёмок Адам Драйвер прошёл курс по вождению автобуса и получил водительские права соответствующей категории. Фильм был снят за 30 дней летом 2015 года в Патерсоне и Нью-Йорке.
В «Патерсоне» использованы стихи современного американского поэта Рона Паджетта, часть из них была написана специально для фильма. Стихотворение Water Falls («Вода падает»), которое по сюжету фильма написала девочка, сочинил сам Джармуш.

## Премьера
Мировая премьера состоялась 16 мая 2016 года на Каннском кинофестивале, где фильм номинировался на «Золотую пальмовая ветвь». В России премьера состоялась 16 февраля 2017 года.

## Город поэтов
Патерсон на протяжении всего фильма встречает других вымышленных поэтов: десятилетнюю девочку, читающую ему верлибр Water Falls, рэппера в прачечной, и, в финале — поэта-паломника из Японии. При этом фильм наполнен отсылками к реальным поэтам, прежде всего — к Уильяму Карлосу Уильямсу, одному из крупнейших американских поэтов первой половины XX века, автору эпической пятитомной поэмы «Патерсон».
Поэма Уильямса «Патерсон» послужила источником вдохновения для Джима Джармуша. В интервью для Time он упоминает, что поэма ему не близка, большую её часть он не понял, но благодаря этой поэме и в особенности — метафоре «человек-город» — появилась идея сценария о повседневной жизни неизвестного поэта. Главный герой называет Уильямса одним из своих любимых поэтов и читает своей жене Лауре известное стихотворение This Is Just To Say («англ. Только чтобы сказать»). Японский поэт, подаривший Патерсону чистую тетрадь, говорит ему, что приехал в Патерсон из интереса к творчеству Уильямса.
В «Патерсоне» упоминается нью-йоркская поэтическая школа. На творчество поэтов этой школы и, в частности, на Рона Паджетта, автора большей части стихотворений из «Патерсона», и Фрэнка О’Хара, большое влияние оказал Уильям Карлос Уильямс. Уильямс был также наставником Аллена Гинзберга, известного поэта-битника — тот провёл детство в Патерсоне.
Ещё один представитель нью-йоркской школы, упоминаемый в фильме — Кеннет Кох, поэт и драматург, более сорока лет преподававший литературоведение в Колумбийском университете, в котором учился Джим Джармуш. Уильям Карлос Уильямс оказал значительное влияние на раннего Коха. Впоследствии, когда Кох занялся преподавательской деятельностью, стихи Уильмса занимали верхнюю строчку его рекомендаций своим студентам-поэтам.
Помимо отсылок к творчеству американских поэтов атмосферу «города поэтов» формируют второстепенные детали фильма. Применяемая Джармушем эпифора создаёт ритм и формирует многочисленные рифмы, помогающие перевести поэзию на язык кино: «форматирующая» окружающий мир своими чёрно-белыми узорами Лора, повторяющийся несколько раз мотив близнецов, толкающая каждый день столбик с почтовым ящиком собака.

## Критика
Рейтинг фильма на агрегаторе Rotten Tomatoes составляет 95 % со средней оценкой 8,6 из 10.
Колин Коверт в рецензии для Star Tribune поставил фильму высшую оценку, отметив свойственное Джармушу внимание к деталям — безупречность постановки любой, даже на первый взгляд второстепенной сцены.
Оуэну Глейберману, ведущему кинокритику журнала Variety, художественный язык Джармуша показался устаревшим. Он обратил внимание на то, что эстетика его фильмов практически не менялась со времён снятого в 1987 году «Таинственного поезда», и к 2016 году очарование медитативного ритма поблекло — «Патерсон» выглядит искусственной попыткой остаться в XX веке, веке чёрно-белого кино и поэтов-битников.
Энн Хорнэдэй в рецензии для The Washington Post отмечает, что возврат Джармуша к провозглашённому тридцать лет назад принципу отказа от серьёзных конфликтов в повествовании украшает фильм, добавляя ему искренности и теплоты, «благодаря которым у зрителя может возникнуть желание обнять сначала героев фильма, а затем его автора».
Критик Иван Чувиляев назвал «Патерсон» «самой лиричной и трогательной» картиной 2016 года. Он не рассматривает монотонность насыщенного повторяющимися структурами повествования как недостаток — в спокойном рассказе «о маленьких вещах, из которых соткан мир» чувствуется узнаваемый, годами отточенный стиль давно знакомого режиссёра. Особенно отметил кинокритик работу оператора, Фредерика Элмса, работавшего с Линчем над «Головой-ластиком» и «Синим бархатом», и с Джармушем («Ночь на Земле», «Кофе и сигареты», «Сломанные цветы»):

В «Патерсоне» Элмс создает едва ли не половину всей магии фильма: филигранно работает с цветом, решая ленту в черно-белой (в эти цвета все на свете красит Лаура) и синей (как форма водителя автобуса, небо на Патерсоном, стены в доме, водопад в местном парке) гаммах.
— Рецензия для «Фонтанка.ру».
Наталья Серебрякова видит за сценами семейной жизни Патерсона повествование о «грызущем душу одиночестве, невозможности коммуницировать с близким человеком», бергмановскую трагедию отношений. Не повседневность служит источником вдохновения для Патерсона, но наоборот — он прячется от повседневности в мире поэзии. При этом недостатком картины называется не сам трагизм, а попытка смягчить и замаскировать его приторным искусственным оптимизмом:

…раньше Джармуш не боялся рассказывать горькие, саркастические истории, а сейчас приправляет неуютную правду о жизни ванилью, условно гладит зрителя и своего героя по голове.
— Рецензия для Colta.ru.
Станислав Зельвенский критикует «Патерсона» и другие последние картины Джармуша («Пределы контроля», «Выживут только любовники») за утрату естественной «поэзии повседневности» и замену её на искусственную «проповедь культурного эскапизма», появление сосредоточенности на собственном раннем творчестве и собственной личности:

Превращение с возрастом из голоса поколения в надутого, витающего в облаках позера — очень распространенная история, но в случае Джармуша это выглядит как-то особенно обидно. Обладатель острого слуха и уникального голоса, однажды он перестал снимать фильмы о людях и стал снимать о творчестве.…Иначе говоря, вместо того чтобы смотреть в окно, Джармуш начал неотрывно смотреть в зеркало — где с каждым годом, как все мы знаем, интересного все меньше.
— Рецензия для журнала «Афиша».

## Награды и номинации
| Год  | Фестиваль                              | Категория / Награда                           | Номинанты    | Результат |
| ---- | -------------------------------------- | --------------------------------------------- | ------------ | --------- |
| 2016 | Ассоциация кинокритиков Бельгии        | Гран-при                                      | «Патерсон»   | Номинация |
| 2016 | Общество кинокритиков Бостона          | Лучший сценарий                               | Джим Джармуш | 2 место   |
| 2016 | Каннский кинофестиваль                 | «Palm Dog Award»                              | Нелли        | Победа    |
| 2016 | Каннский кинофестиваль                 | «Золотая пальмовая ветвь» за лучший фильм     | «Патерсон»   | Номинация |
| 2016 | Ассоциация кинокритиков Чикаго         | Лучший актёр                                  | Адам Драйвер | Номинация |
| 2016 | Кинопремия Готем                       | Лучший фильм                                  | «Патерсон»   | Номинация |
| 2016 | Кинопремия Готем                       | Лучший актёр                                  | Адам Драйвер | Номинация |
| 2016 | Кинопремия Готем                       | Лучший сценарий                               | Джим Джармуш | Номинация |
| 2016 | Кинопремия Готем                       | Приз зрительских симпатий                     | «Патерсон»   | Номинация |
| 2016 | Рейтинг критиков IndieWire             | Лучший фильм                                  | «Патерсон»   | 6 место   |
| 2016 | Рейтинг критиков IndieWire             | Лучший актёр                                  | Адам Драйвер | 2 место   |
| 2016 | Рейтинг критиков IndieWire             | Лучший сценарий                               | «Патерсон»   | 9 место   |
| 2017 | Премия Лондонского кружка кинокритиков | Актёр года                                    | Адам Драйвер | [ 29 ]    |
| 2016 | Ассоциация кинокритиков Лос-Анджелеса  | Лучший актёр                                  | Адам Драйвер | Победа    |
| 2017 | Национальное общество кинокритиков США | Лучший актёр                                  | Адам Драйвер | 3 место   |
| 2017 | Ассоциация онлайн-кинокритиков         | Лучший фильм                                  | «Патерсон»   | Номинация |
| 2017 | Ассоциация онлайн-кинокритиков         | Лучший актёр                                  | Адам Драйвер | Номинация |
| 2016 | Общество кинокритиков Сан-Диего        | Лучший актёр                                  | Адам Драйвер | Номинация |
| 2016 | Ассоциация кинокритиков Торонто        | Лучший актёр                                  | Адам Драйвер | Победа    |
| 2017 | Кружок женщин-кинокритиков             | Лучший мужской образ в кино                   | «Патерсон»   | Номинация |
| 2017 | Кружок женщин-кинокритиков             | Лучшая пара в кино                            | «Патерсон»   | Номинация |
| 2017 | Кружок женщин-кинокритиков             | Приз за лучшее отражение гендерного равенства | «Патерсон»   | Номинация |

## Комментарии
1. ↑  Название построено на игре слов. Слитное написание, waterfalls, переводится как «водопады».
2. ↑  Уильямс в начале своего творческого пути написал достаточно большое количество стихотворений в жанре хайку.
3. ↑  В 2014 году Паджет получил Премию имени Уильяма Карлоса Уильямса[англ.][13]
4. ↑  Фрэнка О’Хара и Аллена Гинзберга упоминает поэт-японец в разговоре с Патерсоном.
5. ↑  Сборник Кеннета Коха On The Great Atlantic Rainway присутствует на книжной полке Патерсона в фильме.
6. ↑  Антон Долин:«Японский поэт обсуждает с Патерсоном непереводимость поэзии. Джармуш, кажется, осмеливается противоречить этому общепринятому тезису. Ему удается перевести стихи на язык кино, а заодно изложить собственный поэтический манифест, вообще обойдясь без слов. Он унимает музыку и стихи, тишина становится красноречивее их. Тогда, в молчании, из одних и тех же молекул получатся знаменитость и аноним, японец и американец, литератор и водитель автобуса, мужчина и женщина, человек и собака.»[16][10]
7. ↑  Нелли, английский бульдог, снималась в роли Марвина. Приз был присуждён посмертно — Нелли скончалась от неизвестной болезни в марте 2016 года.